# Agaric des bois
Espèce
Agaricus silvicola (parfois orthographié A. sylvicola), l'agaric des bois, encore appelé boule de neige des bois ou rosé des bois, est un champignon basidiomycète de la famille des Agaricaceae.

## Taxonomie
- Agaricus campestris var. sylvicola Vittad. 1832 - basionyme

## Description
- Chapeau 6 à 9 (parfois 12) cm, d'abord globuleux et fermé par un voile puis étalé, blanc crème, maculé de jaune avec l'âge ou au contact.
- Lames serrées, crème clair puis rosées et enfin graduellement brun chocolat. Sporée brun foncé.
- Pied 6 à 10-12 cm, élancé, blanc-gris, portant un bulbe  à la base et un anneau fragile, pendant, blanc-jaune.
- Chair mince, blanchâtre, jaunissant dans le pied. Saveur douce et odeur forte d'anis ou d'amande.
- Anneau très ample, descendant, floconneux en dessous, de même couleur que le chapeau puis devenant également jaunâtre.

## Habitat
Cet agaric pousse en petits groupes dans les bois de l'été à l'automne. Il est commun.

## Comestibilité
Il s'agit d'un bon comestible à condition de laisser les exemplaires âgés ou imbus et de le rapporter dans des conditions optimales, du fait de sa fragilité.
Il est à déconseiller toutefois aux novices du fait des confusions possibles.

## Galerie

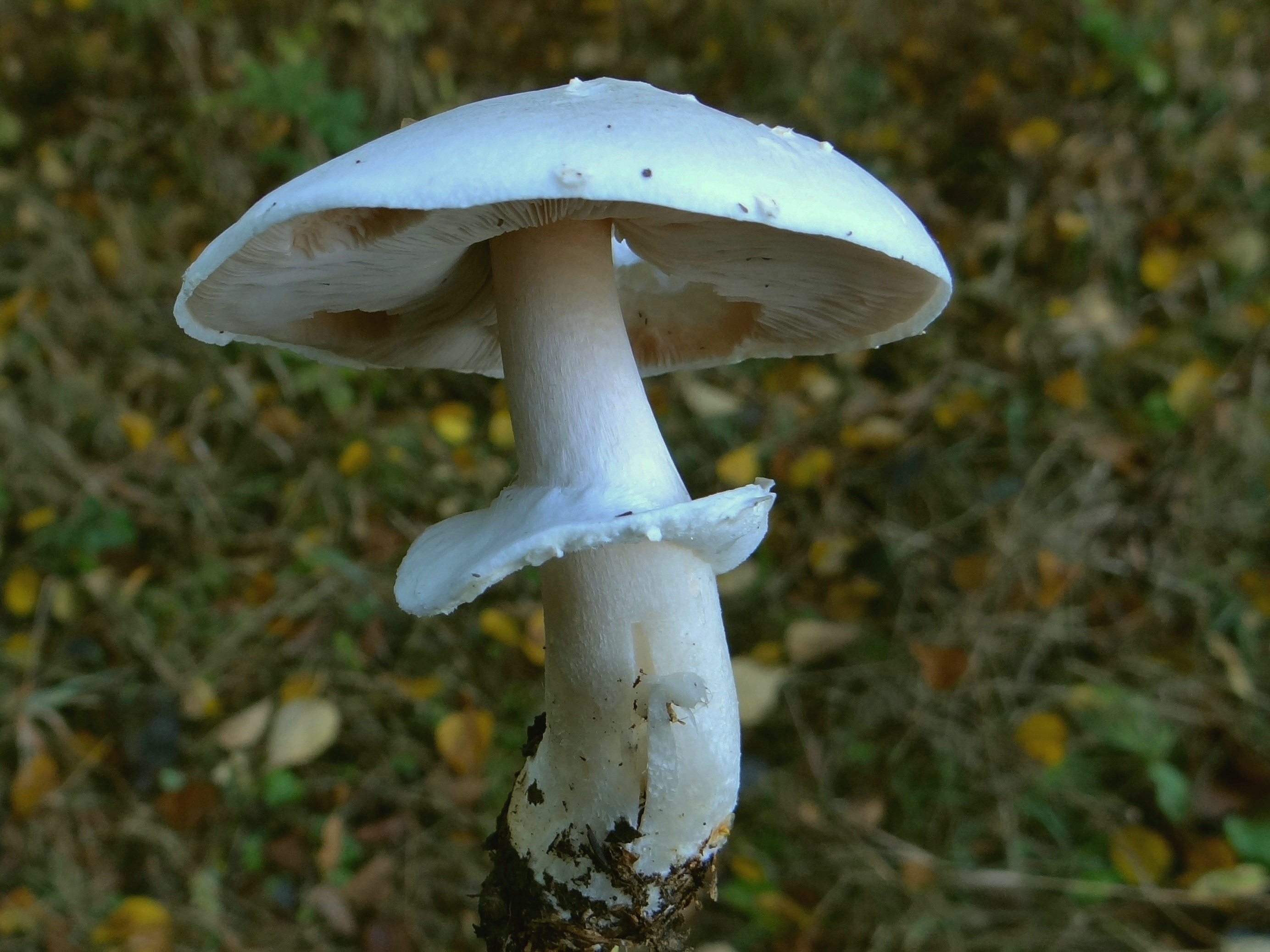
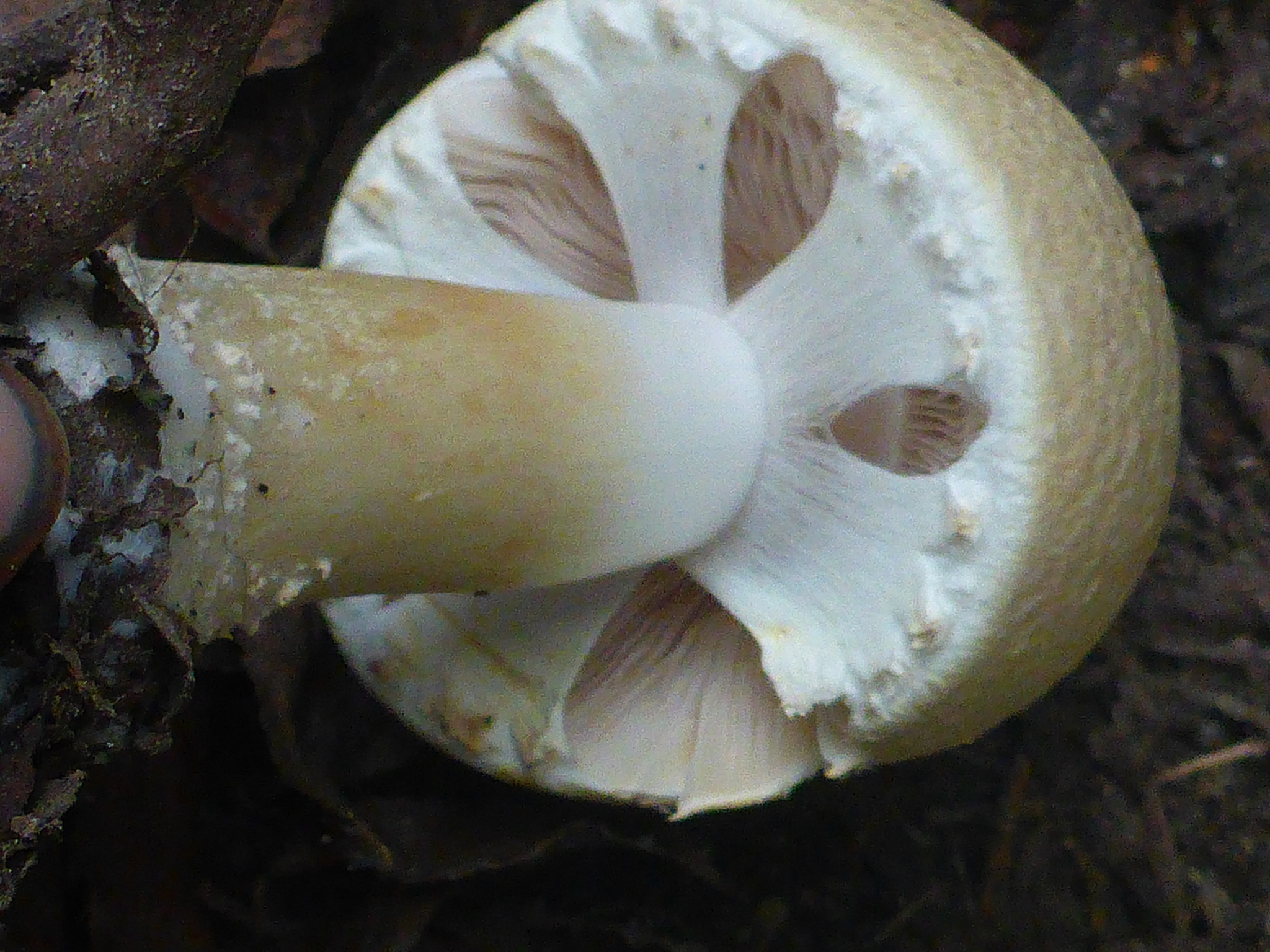
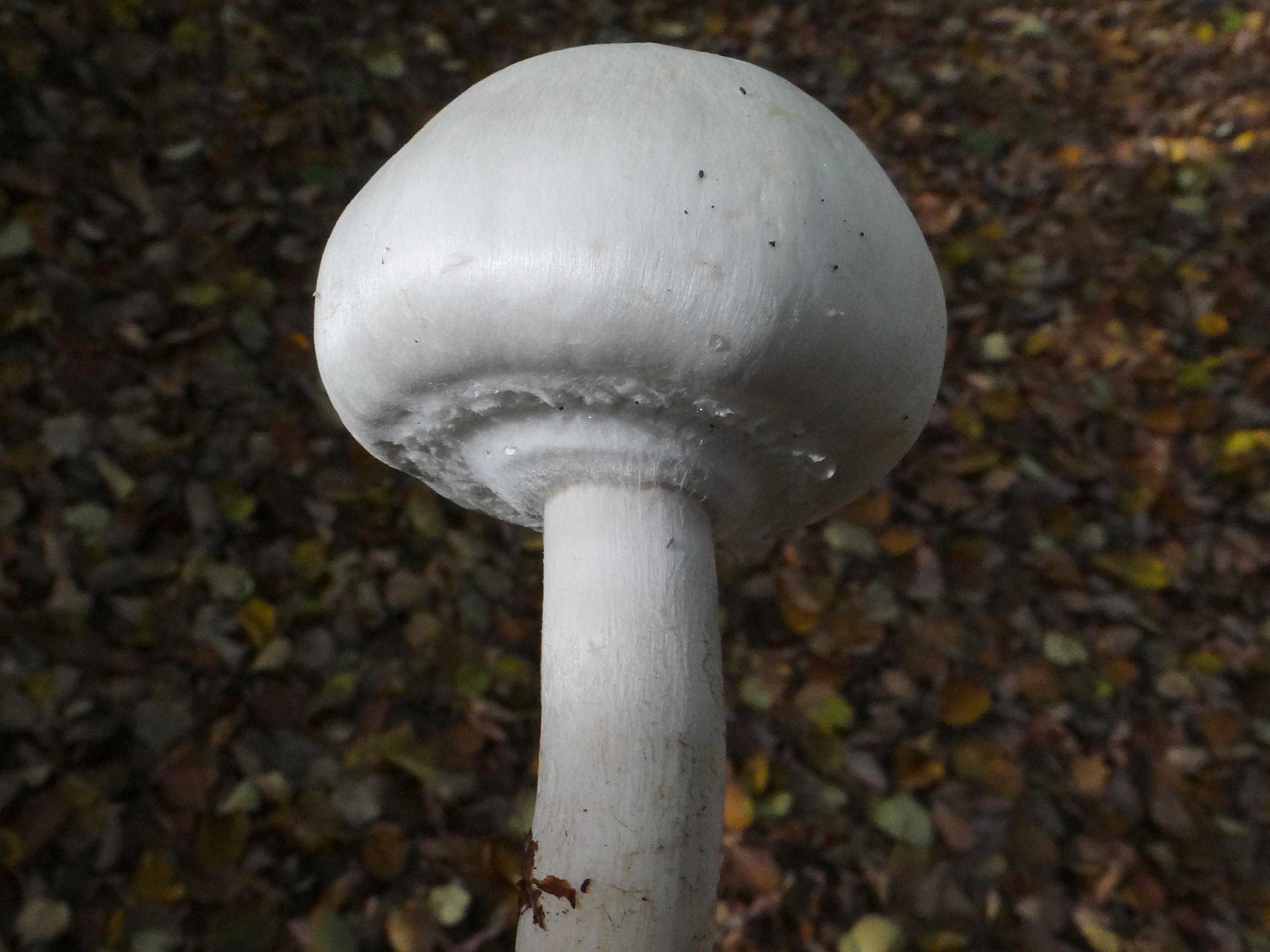
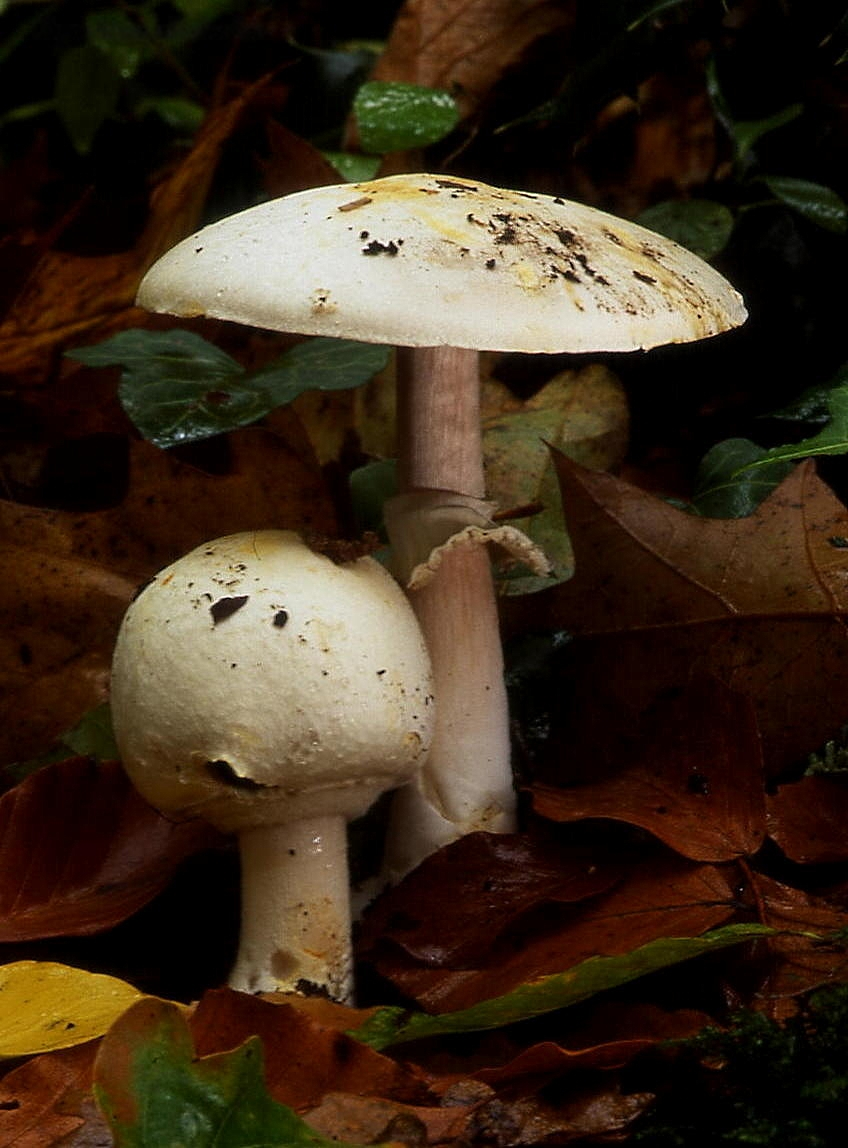
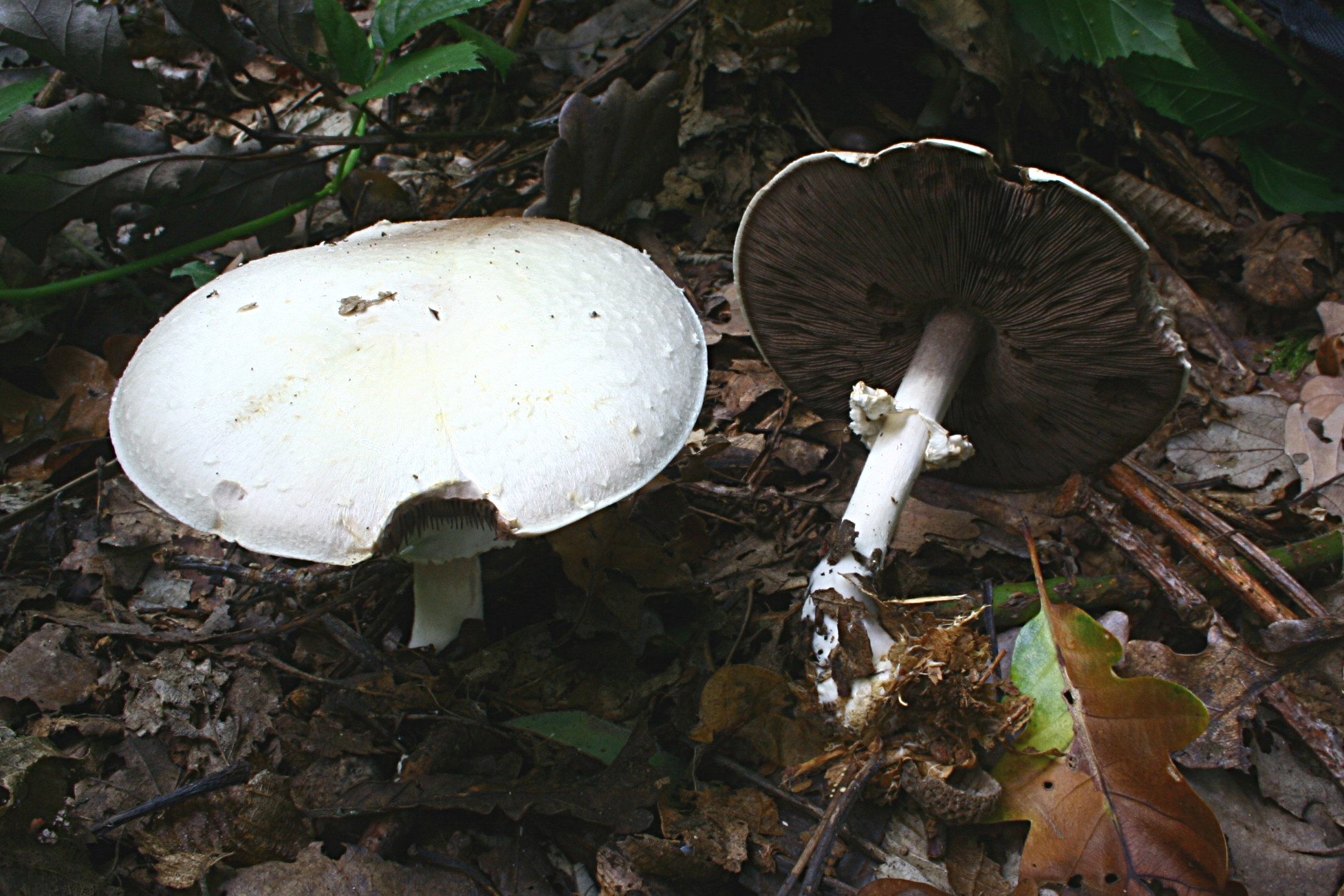
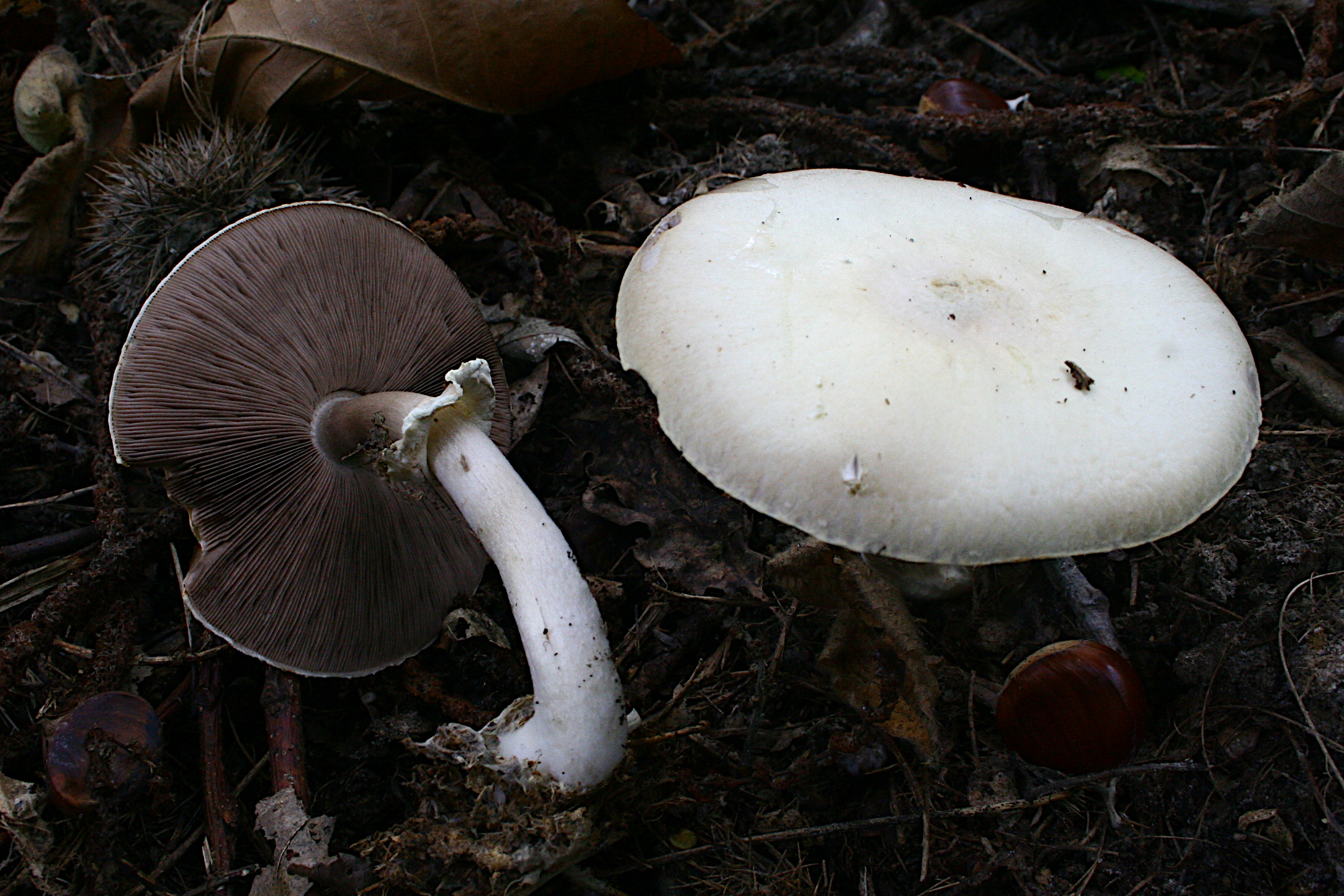
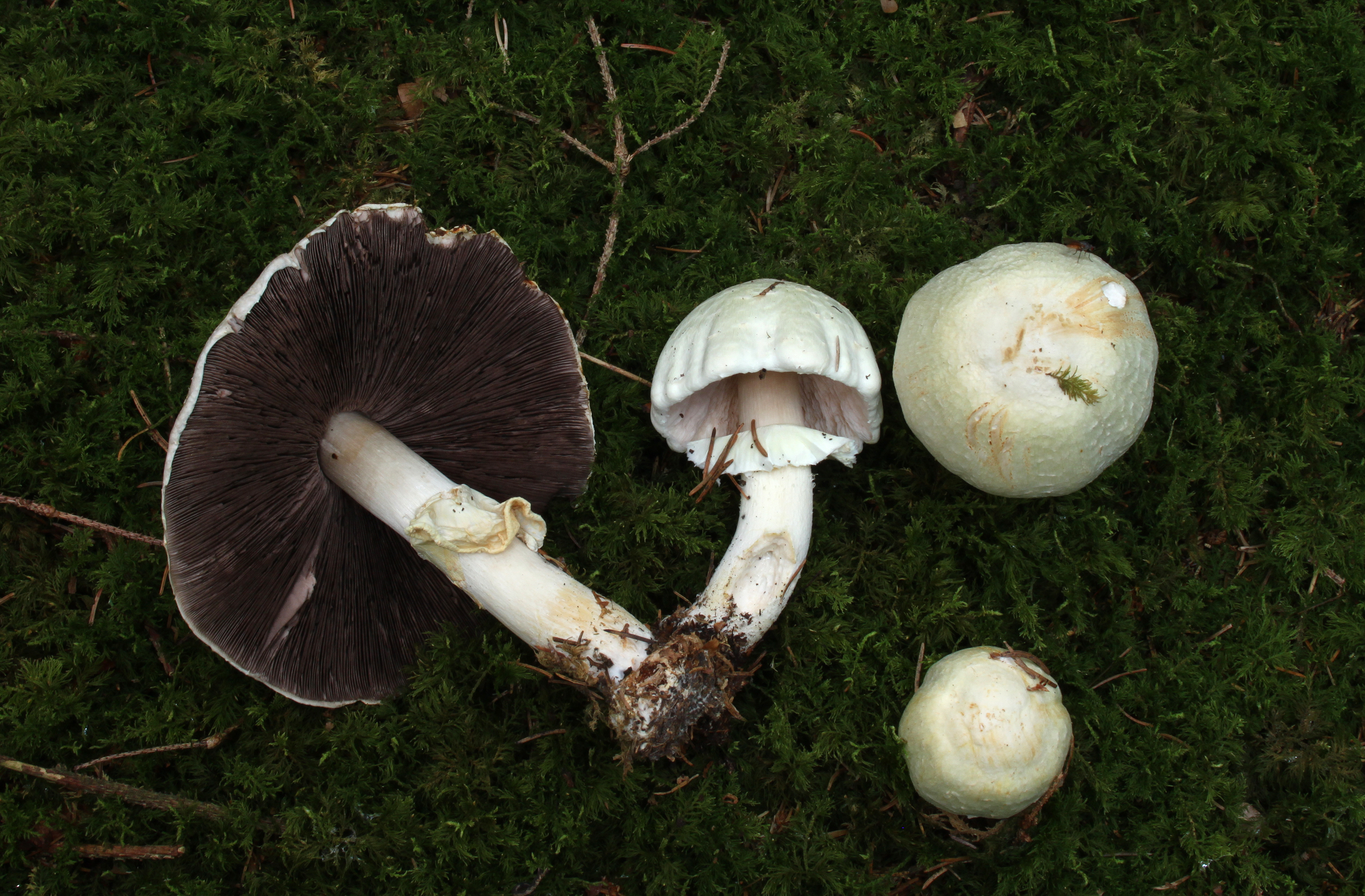
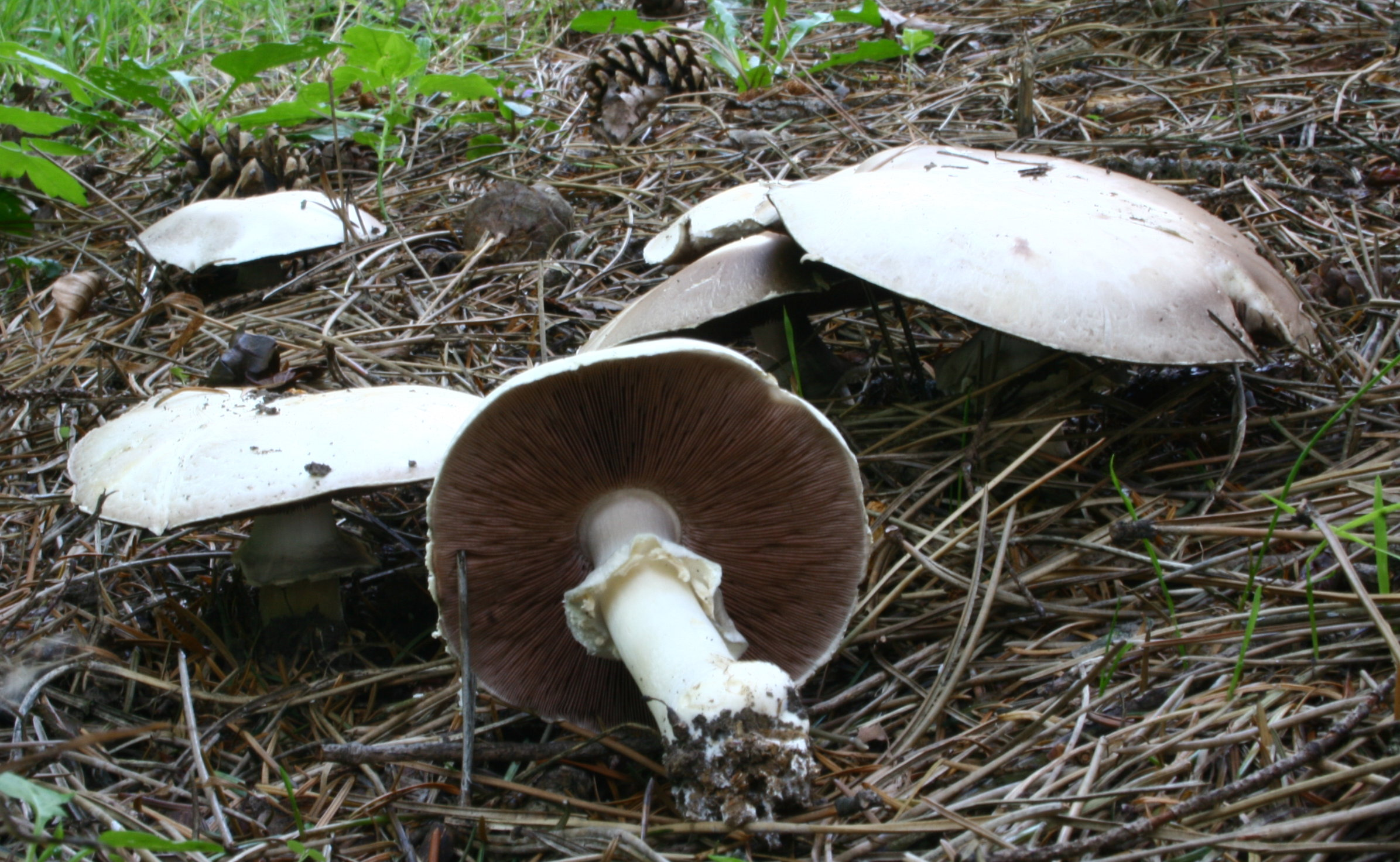

## Espèces proches
- Agaricus arvensis
- Agaricus xanthodermus

## Risque de confusion
L'agaric des bois présente pour les débutants de vrais risques de confusion avec les amanites mortelles et notamment l'amanite phalloïde dans ses formes blanches. On peut rappeler que ces amanites présentent une volve à la base du pied, des lames immuablement blanches et ne sentent pas l'anis.

## Sources
- Roger Phillips, Les Champignons, éditions Solar  (ISBN 978-2-263-00640-1)
- André Marchand, Champignons du Nord et du Midi, tome I / IX, Hachette  (ISBN 978-84-499-0649-7)